# Step Brothers
Step Brothers (bra: Quase Irmãos; prt: Filhos e Enteados) é um filme de comédia estadunidense de 2008 dirigido por Adam McKay, com roteiro dele e da dupla de protagonistas, Will Ferrell e John C. Reilly.

## Elenco
- Will Ferrell .... Brennan Huff
- John C. Reilly .... Dale Doback
- Richard Jenkins .... Dr. Robert Doback
- Mary Steenburgen .... Nancy Huff-Doback
- Adam Scott .... Derek Huff
- Kathryn Hahn .... Alice Huff
- Andrea Savage .... Denise
- Rob Riggle .... Randy
- Logan Manus .... Chris Gardocki
- Lurie Poston .... Tommy
- Elizabeth Yozamp .... Tiffany
- Ken Jeong .... agente de emprego
- Wayne Federman .... Don
- Abigail Wagner .... Erica
- Carli Coleman .... primeira mulher do comprador
- Brandon T. Webb .... primeiro marido do comprador
- Phil LaMarr .... segundo marido do comprador
- Matt Walsh .... o bêbado
- Seth Rogen .... gerente da loja de esportes
- Gillian Vigman .... Pam

## Recepção
Steps Brothers tem recepção geralmente favorável por parte da crítica profissional. Com a pontuação de 55% em base de 181 avaliações, o Rotten Tomatoes chegou ao consenso: "A imaturidade implacável do humor não é uma desvantagem total para este filme, que conta com os talentos de forma consistente bem combinados de Will Ferrell e John C. Reilly". A pontuação da audiência do site alcança 68%.

## Álbum de rap
Adam McKay twittou que John C. Reilly e Will Ferrell estariam produzindo um álbum de rap de Step Brothers, previsto para ser produzido por Mos Def. Adam Mckay diz que o álbum de rap se desfez e não será liberado.

## Possível sequência
Will Ferrell e John C. Reilly teriam falado sobre uma sequência. Reilly teve a ideia.
Adam McKay também foi entrevistado sobre a possível continuação. "Nós estamos retrocedendo em torno da ideia de Step Brothers 2", disse ele. "Sentimos que há muito mais gordura a ser explorado. Embora não seja exatamente a lenda que Anchorman é, ele construiu uma espécie de agradável seguidores. Achamos que poderia ser muito divertido". Ele acrescentou que personagens de Ferrell e Reilly seriam maduros e teriam emprego. "Um deles é casado e tem um filho. Eles ainda são o tipo de malucos mas eles tomaram três ou quatro passos. Então nós temos uma ideia para algo que acontece que ele bate de volta à estaca zero, e um dos irmãos, John C. Reilly instiga-lo, como 'não podemos mais aceitar isso". E as coisas vão muito mal, suas vidas vão desmoronar. Eles tem que puxá-lo de volta juntos é uma espécie de estrutura básica". McKay também afirmou que ideias que não foram utilizados no primeiro filme podem serem utilizadas na sequência.
O diretor Adam McKay falou para a Empire em fevereiro de 2014 e descartou uma sequência de Anchorman 2 ou Step Brothers dizendo "Não, essa é a última sequência que vamos fazer. não há nada mais divertido para mim do que novos personagens e um novo mundo. Agora estamos lançando esta versão alt, estamos totalmente satisfeitos. Sem Anchorman 3".